# Veliki Gorenec
Veliki Gorenec falu Horvátországban Varasd megyében. Közigazgatásilag Bednjához tartozik.

## Fekvése
Varasdtól 31 km-re, községközpontjától 2 km-re délnyugatra a Bednja jobb partján fekszik.

## Története
1857-ben 119, 1910-ben 170 lakosa volt. 1920-ig Varasd vármegye Ivaneci járásához tartozott. 2001-ben 18 háztartása és 51 lakosa volt.

## Külső hivatkozások
- Bednja község hivatalos oldala